# Mesochorus scandinavicus
Mesochorus scandinavicus là một loài tò vò trong họ Ichneumonidae.